# أبو مسلم التركماني
فاضل أحمد عبد الله الحيالي، المعروف بـ أبي مسلم التركماني، يُعرف أيضًا بـ الحاج معتز أو أبي معتز القرشي كان قيادي في تنظيم الدولة الإسلامية (داعش) في العراق والشام، وواليها في العراق. كان يعتبر الرجل الثاني في القيادة جنبًا إلى جنب مع أبي علي الأنباري، الذي شغل منصب مماثل في سوريا، لعب دور سياسي من الإشراف على المجالس المحلية والعسكرية، وكذلك توجيه العمليات في العراق.

## سيرته
هو من التركمان، ولد في تلعفر في محافظة نينوى، كان عقيدًا في جيش صدام حسين. ووفقا الوثائق العراقية أنه كان برتبة عقيد في المديرية العامة للاستخبارات العسكرية، كما كان ضابط في القوات الخاصة في الحرس الجمهوري العراقي الخاص حتى الغزو الأمريكي للعراق عام 2003. خرج من الجيش العراقي بعد وصول القوات الأمريكية، وانضم لجماعة سنِّية لقتال الأميركيين. قضى أبو مسلم التركماني فترةً في السجن الأمريكي في العراق، وتحديدًا من معسكر بوكا.
في يونيو عام 2015، قالت  نيويورك تايمز أن التركماني يرأس المجلس العسكري لتنظيم الدولة الإسلامية.
ترددت إشاعات خاطئة عن وفاته في الضربات الجوية في 7 نوفمبر 2014، ومرة أخرى في ديسمبر 2014.
قُتِل بواسطة طائرة أمريكية بدون طيار بالقرب من الموصل في العراق في 18 أغسطس 2015. وأكد مقتله المتحدث الرسمي باسم الدولة الإسلامية أبو محمد العدناني في تسجيل صوتي نشر في أكتوبر 2015. وخلفه في منصبه أبو فاطمة الجحيشي.